# Belomăjite, Gabrovo
Belomăjite (în bulgară Беломъжите) este un sat în comuna Gabrovo, regiunea Gabrovo,  Bulgaria. 

## Demografie
Componența etnică a satului Belomăjite
     Bulgari (80%)
     Nicio identificare (20%)
     Altele (0%)
La recensământul din 2011, populația satului Belomăjite era de 5 locuitori. Din punct de vedere etnic, majoritatea locuitorilor (80%) erau bulgari. Pentru 20% din locuitori nu este cunoscută apartenența etnică.